# GameGenetics
GameGenetics GmbH es un proveedor alemán de videojuegos. Fue fundado en 2009 en Berlín. La compañía opera la plataforma POPMOG como navegador de juegos. Además, GameGenetics ofrece a sus socios una fácil integración en sus juegos de ordenador para navegador web. Portales como sevenload utilizan esta solución en sus sitios en internet.

## Premios
GameGenetics fue galardonada con el Red Herring 2010 como una de las compañías tecnológicas privadas más innovadoras en Europa. Además, la firma recibió el premio a la puesta en marcha de contenido ecológico más innovador (Asociación Alemana de la Industria de Internet). Asimismo, el jurado del Venture Lounge de Hamburgo eligió a la compañía en el primer lugar de la competencia.

## Oferta de juegos
| - 1001 - 90-minutos - Age Of Pirates - Ars Regendi - Bulletstar - DestinySphere - DevilFight2 - Dolumar - Dragosien - Earth Lost - FreedomResist - Industrial Imperialism - Industrie Tycoon 2 - Oh my Dollz | - Ondarun Tournament - Ondarun2 - Pirate Galaxy - Poney Vallee - Rise of Gods - SchoolWars - Shogun Kingdoms - Smashdown - SpaceTrek - Supremacy 1914 - TopLeague - Venezianer - Xhodon |

## Enlaces web
- Sitio oficial de la empresa

- Datos: Q1493019